# Хессельблад, Элизабета
Мария Элизабета Хессельблад (швед. Maria Elisabeth Hesselblad; 4 июня 1870, Фоглавик, Скараборг — 24 апреля 1957, Рим) — шведская медсестра, католическая монахиня, настоятельница монастыря ордена Сальваторе ди Санта Бригитта на площади Фарнезе в Риме. Причислена к лику блаженных папой Иоанном Павлом II (2000) и канонизирована папой Франциском (2016). Праведник мира.

## Биография

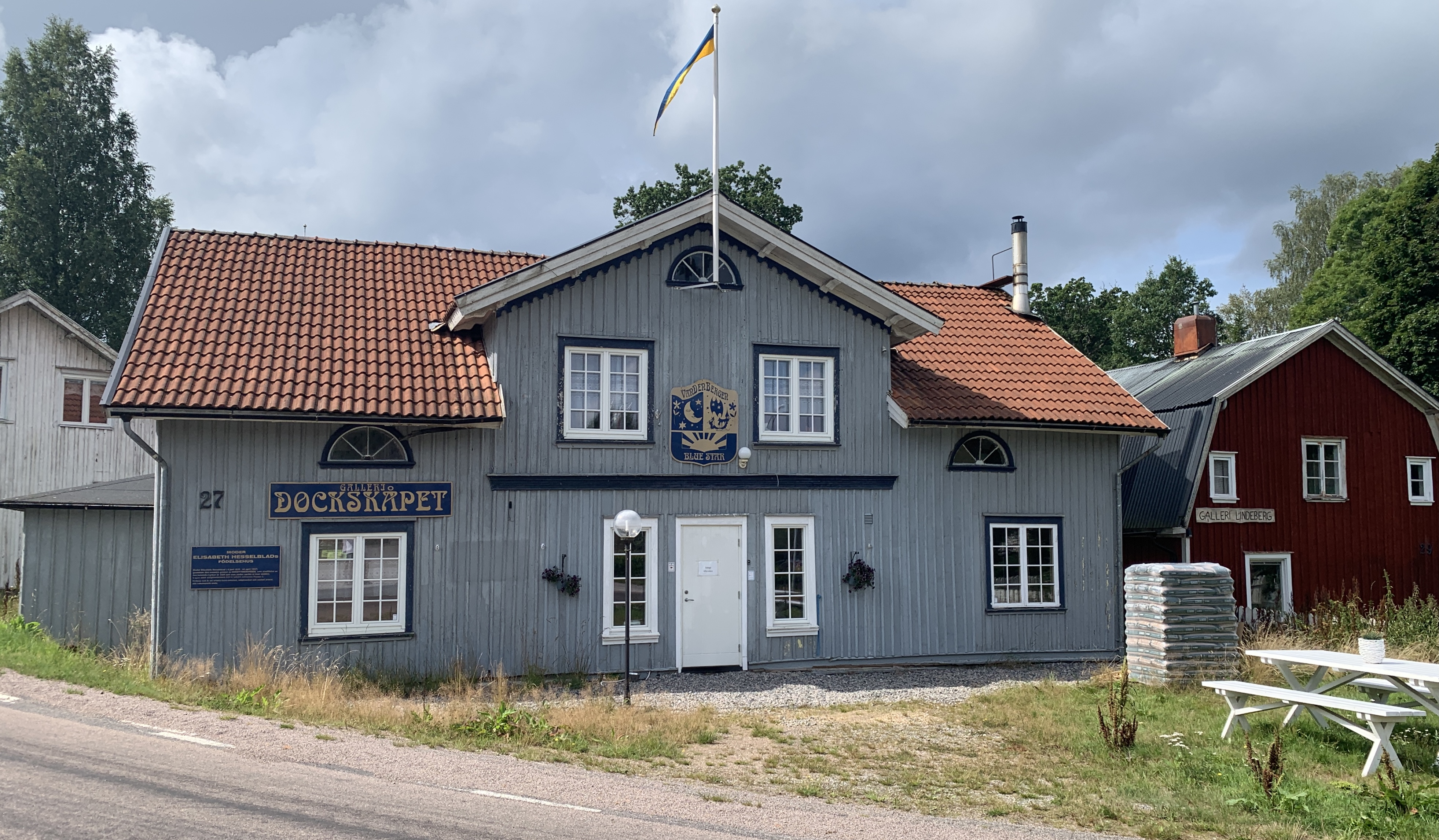
Дом, в котором родилась Элизабета Хессельблад.

Родилась в лютеранской семье в Фоглавике и была пятой из 13 детей в лютеранской семье Августа Роберта Хессельблада и Кайсы Петерсдоттер Даг. С 1886 году ей пришлось работать, чтобы помочь семье сводить концы с концами. Сначала она искала работу в Швеции, но в 1888 году уехала в США, где училась уходу за больными в больнице имени Рузвельта в Нью-Йорке.
В дальнейшем она работала в этой сфере с американскими католиками, что стимулировало её перейти в католическую веру. 15 августа 1902 года она получила крещение в часовне монастыря Посещения в Вашингтоне.
25 марта 1904 года она поселилась в Риме и в 1906 году вступила в орден Сальваторе ди Санта Бригитта. Во время немецкой оккупации Италии в период Второй мировой войны, занимая должность настоятельницы, укрывала в монастыре евреев и политических беженцев. Всего за время войны она спасла жизни более шестидесяти евреев, бежавших от Холокоста. 
Умерла в Риме 24 апреля 1957 года.

## Прославление
Беатифицирована в 9 апреля 2000 года папой Иоанном Павлом II. 9 августа 2004 года израильский Институт Катастрофы и героизма «Яд ва-Шем» присвоил Элизабете Хессельблад почётное звание «Праведник народов мира» за помощь евреям в период Холокоста.
5 мая 2016 года канонизирована папой Франциском в Ватикане, в присутствии министра культуры Алис Ба Кунке и архиепископ Шведской евангелическо-лютеранской церкви Антье Якелена.